# سینه‌سرخ آمریکایی

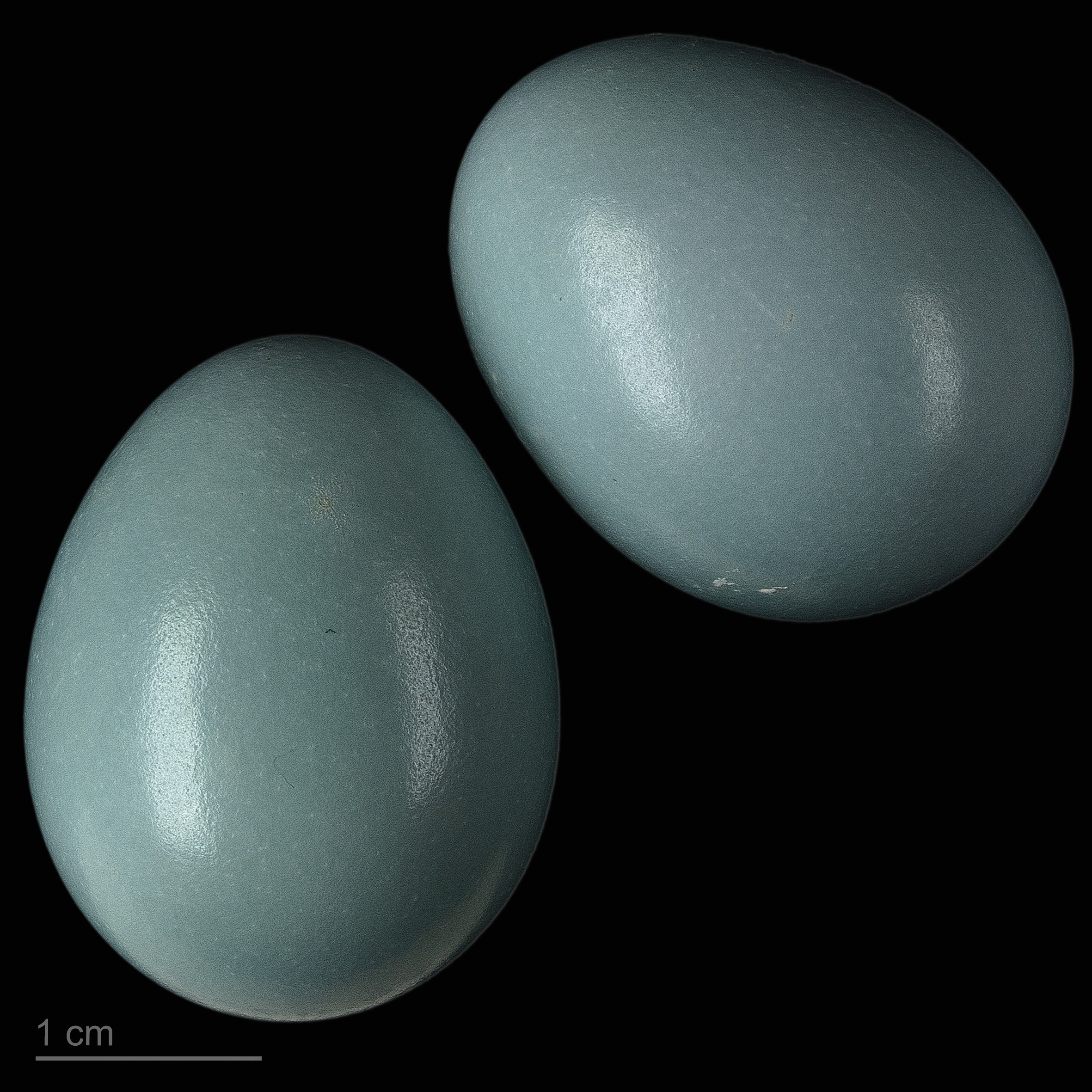
Turdus migratorius

سینه‌سرخ آمریکایی (نام علمی: Turdus migratorius) نام یک گونه از تیره توکایان است.